# Ícones dos Quadrinhos
Ícones dos Quadrinhos foi uma exposição de artes organizada por Ivan Freitas da Costa em 2013, reunindo 100 quadrinistas do Brasil e de outros países, que fizeram ilustrações mostrando suas visões sobre personagens clássicos dos quadrinhos. A exposição foi realizada durante o Festival Internacional de Quadrinhos, em Belo Horizonte, entre os dias 13 e 17 de novembro. No mesmo ano, a exposição também foi lançada em formato de livro, tendo sua publicação financiada através de crowdfunding pela plataforma Catarse. Entre os artistas que colaboraram com a exposição, estão Mauricio de Sousa, Charlie Adlard, Danilo Beyruth, Bill Sienkiewicz, João Montanaro, Mike Deodato, Jeff Lemire, Rafael Albuquerque, Ivan Reis, Rafael Grampá, Rafael Coutinho e Eduardo Risso, entre outros. Em 2014, a exposição ganhou o Troféu HQ Mix na categoria "melhor exposição".